# Heilman-Gletscher
Der Heilman-Gletscher ist ein Gletscher in der antarktischen Ross Dependency. Im nördlichen Teil der Queen Elizabeth Range des Transantarktischen Gebirges fließt er vom Mount Sandved in nordwestlicher Richtung zum Nimrod-Gletscher.
Der United States Geological Survey kartierte ihn anhand eigener Tellurometervermessungen und mit Hilfe von Luftaufnahmen der United States Navy aus den Jahren zwischen 1960 und 1962. Das Advisory Committee on Antarctic Names benannte ihn 1966 nach William L. Heilman, Glaziologe des United States Antarctic Research Program auf der Roosevelt-Insel von 1961 bis 1962.